# Der große Coup von Casablanca
Der große Coup von Casablanca (Originaltitel: L’Homme de Marrakech) ist ein französisch-italienisch-spanischer  Gangsterfilm aus dem Jahr 1966 von Jacques Deray, der auch – zusammen mit José Giovanni und Henri Lanoë – das Drehbuch verfasst hatte. Dieses basiert auf dem 1965 erschienenen Roman Les Pilleurs du dimanche von Robert Page Jones. In den Hauptrollen sind Claudine Auger, George Hamilton, Alberto de Mendoza und Tiberio Murgia zu sehen. Zum ersten Mal ins Kino kam der Film am 24. April 1966 in Frankreich. In der Bundesrepublik Deutschland hatte er seine Premiere am 28. Juli 1967. 

## Inhalt
Vier Männer und eine Frau haben sich zusammengetan, um auf altmodische Art und Weise einen Goldtransport aus einem marokkanischen Bergwerk abzufangen: der leitende Ingenieur der Mine, der den Transport einteilt, ein Automechaniker, der den Transportwagen bei der letzten Kfz-Inspektion schussunsicher (!) basteln will, der Abenteurer und Lastwagenfahrer Georges, in dessen Riesenkühlwagen der Transportwagen nach gelungenem Überfall verschwinden soll, und last but not least als Initiator und Chef des Unternehmens der smarte Gangster Travis mit seiner Freundin Lila.
Der große Coup gelingt, aber nicht nach vereinbartem Plan, sondern nach Travis‘ verschwiegenem Konzept, nach dessen Durchführung nicht nur die Wachmannschaft des Transporters, sondern auch der Komplize Automechaniker zu recht unansehnlichen Leichen werden. Bevor Georges das gleiche Schicksal ereilt, spielt ihm Lila einen Revolver zu: Travis wird zu seinen Opfern versammelt. Georges und Lila schließlich vergessen völlig ihren noch vorhandenen dritten Mann, den Mineningenieur, und fliehen durch malerische Gegenden bis nach Madrid, wo sie im Lauf der Zeit den Goldraub abzusetzen hoffen.
Der „vergessene“ Ingenieur aber hatte von Anfang an kein rechtes Zutrauen zu seinen Mitarbeitern gehabt und setzte ihnen einen Detektiv auf die Fährte. Bald darauf wird das Pärchen von dem Geprellten in Madrid besucht. Georges, der von der Existenz des Mannes nichts gewusst hat, wird böse auf seine falsche Gefährtin, pfeift auf Gold und Weib und macht sich aus dem Staub. Aus der Ferne wird er Zeuge einer wilden Schießerei, bei der alle Goldgierigen daran glauben müssen.

## Kritiken
Der Evangelische Film-Beobachter zeigt sich alles andere als begeistert: „Die Geschichte eines altmodischen Goldraubs wird langatmig und spannungsarm reportiert. Gelegentliche schöne Landschaftsaufnahmen fallen gegen dramaturgische Einfachheit und logische Verirrungen zu gering ins Gewicht. Der Film ist langweilig und kann nicht empfohlen werden.“ Zu einer ähnlichen Einschätzung gelangt das Lexikon des internationalen Films: „Etwas zähflüssige Abenteuergeschichte in zynisch ausgeleuchtetem Gaunermilieu.“